# Argentin szivárványos boa
Az argentin szivárványos boa (Epicrates cenchria alvarezi) a kígyók alrendjébe, az óriáskígyófélék (Boidae) családjába tartozó szivárványos boa (Epicrates cenchria) alfaja.

## Előfordulása
Dél-Amerika gyakori kígyója. Argentína trópusi vidékein honos, leginkább a talajszinten él.

## Megjelenése
Átlagos testhossza 150-180 centiméter (de előfordulnak 2 méteres példányok is), testtömege 20 kilogramm. Terráriumi körülmények között akár 15-20 évig.
Fiatalkori színe világosbarnás, de előfordulhat szürkés alapszín is, melyet szabálytalan, fekete szegélyezett, krémszínű enyhén narancssárgás háti foltok tarkítanak. Oldalát ovális pettyek és foltok díszítik. Felnőttkorban, mintázata megtartása mellett, a bőre színe enyhén kivilágosodik. Nevét onnan kapta, hogy a bőre megfelelő szögből nézve a szivárvány összes színében pompázik. Teste viszonylag vékony, feje viszonylag kisméretű, alig különül el a nyaktól.

## Életmódja
Szárazföldi kígyó. Éjszakai állat, ekkor indul megkeresni táplálékát is. Nappal búvóhelyén pihen.